# Daltonia latolimbata
Daltonia latolimbata är en bladmossart som beskrevs av Brotherus in Herzog 1916. Daltonia latolimbata ingår i släktet Daltonia och familjen Daltoniaceae. Inga underarter finns listade i Catalogue of Life.